# 春田和秀
春田 和秀（はるた かずひで、1966年5月14日 - ）は、日本の元子役。実業家。愛知県名古屋市出身。
3歳ごろ劇団こまどりに所属。十代半ばで芸能界を退き、高校卒業後に自動車業界に進み、後に自ら自動車関連会社を起こして経営者となった。

## 出演

### 映画
- 砂の器(1974年)本浦秀夫幼少期 役[2]
- はだしのゲン涙の爆発(1977年)中岡ゲン 役

### テレビドラマ
- 白い地平線
- わが子は他人
- がんばれ!レッドビッキーズ（1978年)第30話
- こおろぎ橋

## 関連文献
- 『「昭和」の子役　もうひとつの日本映画史』

樋口尚文編著、国書刊行会、2017年
第1部に回想インタビュー「春田和秀　『砂の器』で背負った壮絶なる子役の宿命」